# Architettura ottoniana

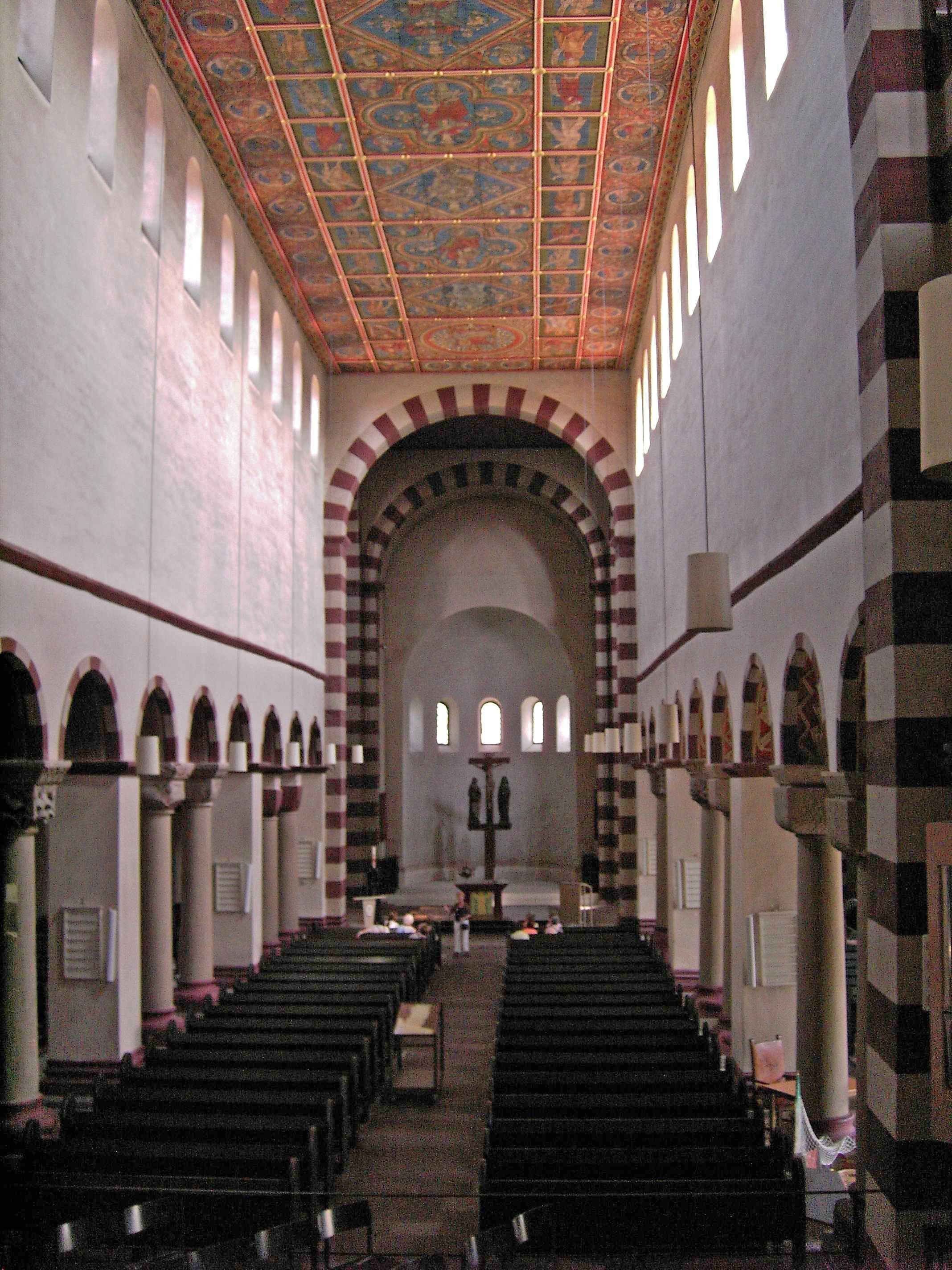
Interno della Chiesa di San Michele a Hildesheim

Per architettura ottoniana si intende l'attività costruttiva fiorita in Europa occidentale a partire dalla dinastia ottoniana, all'incirca dall'887 (deposizione di Carlo il Grosso) fino all'anno Mille, con particolare riferimento quindi al IX e X secolo. Nell'area di influenza germanica si ebbe una continuità tra architettura ottoniana e architettura romanica, tanto che alcuni edifici dell'XI secolo possono essere ascritti ad entrambi gli stili. 
Proprio come i sovrani carolingi, anche quelli ottoniani furono instancabili fondatori di grandi edifici ecclesiastici (abbazie, cattedrali) che si distinguono per un corpo occidentale, contrapposto al coro, riservato all'imperatore. Proprio gli alti dignitari ecclesiastici furono i più stretti collaboratori dei sovrani, come Brunone, fratello di Ottone I e arcivescovo di Colonia, Egberto, arcivescovo di Treviri e cancelliere di Ottone II, Bernoardo di Hildesheim e Gilberto d'Aurillac, precettore di Ottone III e futuro Papa col nome di Silvestro II.

## Germania
Proprio in area germanica si possono quindi vedere i migliori esempi di edilizia monumentale di epoca ottoniana, sebbene la maggior parte delle cattedrali fondate in quel periodo venne profondamente stravolta nei secoli successivi, come la Cattedrale di Magdeburgo, fondata nel 955 da Ottone I, che presentava un impianto basilicale con doppio transetto e fu distrutta da un duplice incendio.

### Gernrode

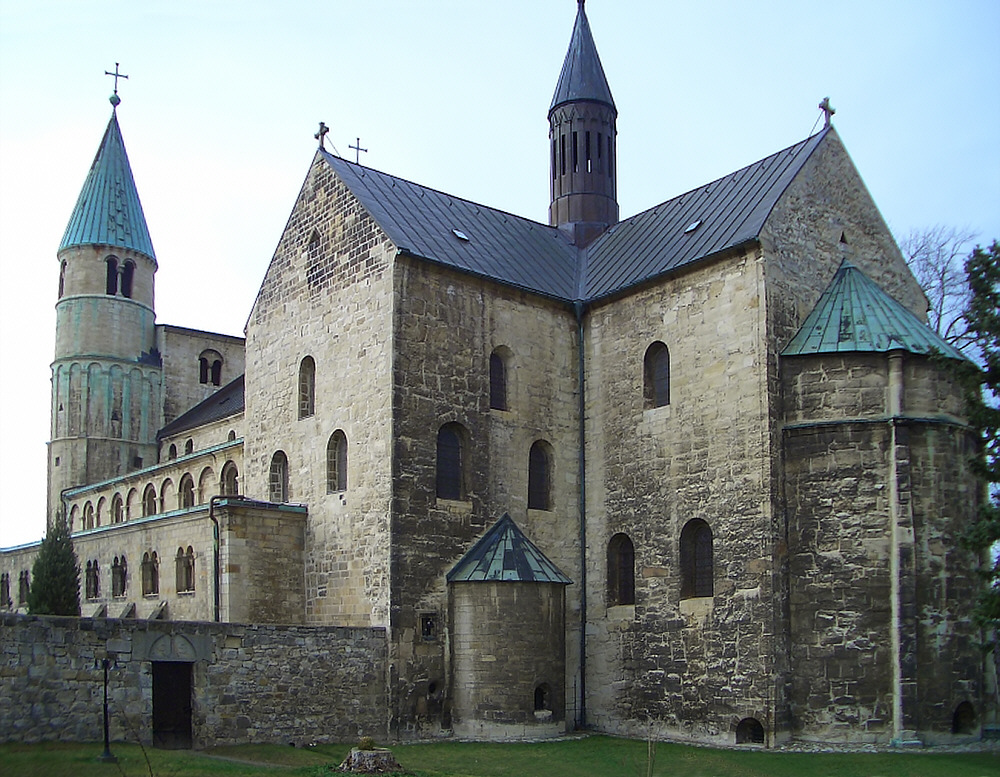
San Ciriaco a Gernrode

Fortunatamente si può averne un'idea tramite lo studio della chiesa di San Ciriaco a Gernrode, fatta costruire tra il 960 e il 965 dal margravio Gerone. Il corpo centrale è composto da tre brevi navate, circondate dal transetto orientale e il Westwerk, al quale sono affiancate due torri scalari. A questi elementi tipicamente carolingi si aggiungono varie novità soprattutto nell'alzato, come l'alternarsi di pilastri e colonne (che sottolineano la singola campata invece che lo sviluppo longitudinale della navata), le massicce murature ispessite, le arcate semicieche all'interno di gallerie sulla navata centrale, la geometrica razionalità; nei capitelli invece si contrappone una fantasiosa inventiva, dove tra le foglie scolpite di uno stile corinzio stilizzato compaiono delle testine umane: tutti elementi strutturali e decorativi che anticipano l'architettura romanica.

### Essen
La ripresa di motivi carolingi è tipica di questo periodo, ma essi vengono sempre modificati e talvolta stravolti, come nella citazione della Cappella Palatina di Aquisgrana presso la chiesa abbaziale della Trinità ad Essen, dove le doppie arcate transennate non sorreggono nessuna cupola, quindi rammentano l'esempio di Aquisgrana ma non ne hanno la stessa valenza strutturale.

### Colonia

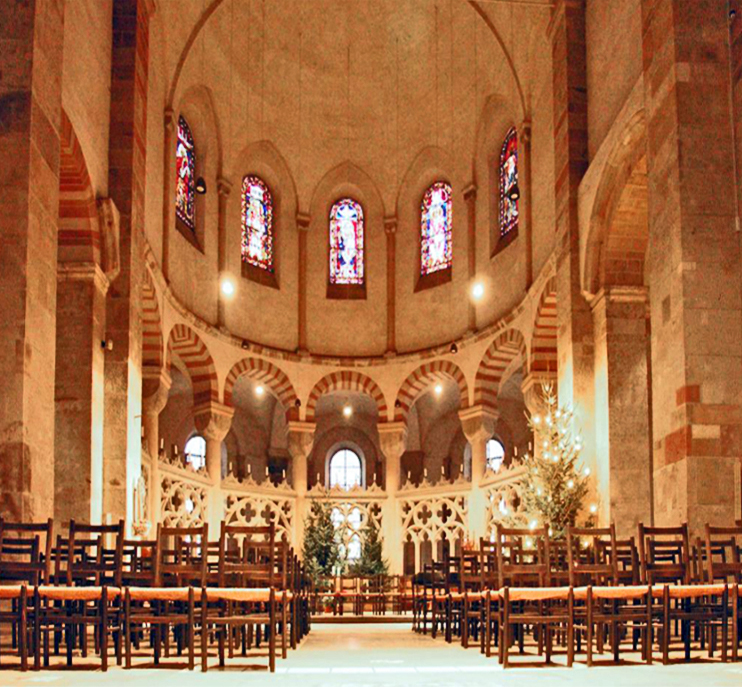
Santa Maria in Campidoglio a Colonia.

Verso la metà dell'XI secolo un cantiere importante era la chiesa di Santa Maria in Campidoglio a Colonia, fondata come luogo di culto di un convento voluto dall'Imperatore, venne edificata su commissione della badessa Hilda e conclusa nel 1065. Il corpo della chiesa a tre navate è caratterizzato da regolari arcate su pilastri fino alle maestose absidi, cinte da un deambulatorio, impostato come prosecuzione delle navate laterali, e coperte da volte. La razionalità della pianta garantisce equilibrio e grandiosità.

### Spira
Immediatamente successiva è la Cattedrale di Spira, la cui edificazione fu promossa da Corrado II, poco dopo la sua elezione nel 1024. Venne consacrata nel 1061. La monumentale navata centrale, coperta da soffitto piano, mentre le navate laterali presentano le volte, è particolarmente sviluppata in lunghezza ed altezza. Semicolonne addossate ai pilastri scandiscono lo spazio, grazie alla loro eccezionale lunghezza che va oltre il cleristorio, dove sostengono degli archi poco sotto l'imposta del soffitto: ecco che la parete stessa inizia a venire trattata come un elemento plastico da modellare, tramite variazioni negli elementi architettonici, per ottenere particolari effetti. Nella cripta, pantheon degli imperatori della dinastia salica, si trovano anche qui semicolonne appoggiate ai pilastri, facendo da appoggio agli archi, danno una chiarezza ben visibile alla struttura portante. La chiesa venne rifatta in epoca romanica, per cui oggi il suo aspetto originario è noto solo tramite ricostruzioni e disegni.

### Hildesheim

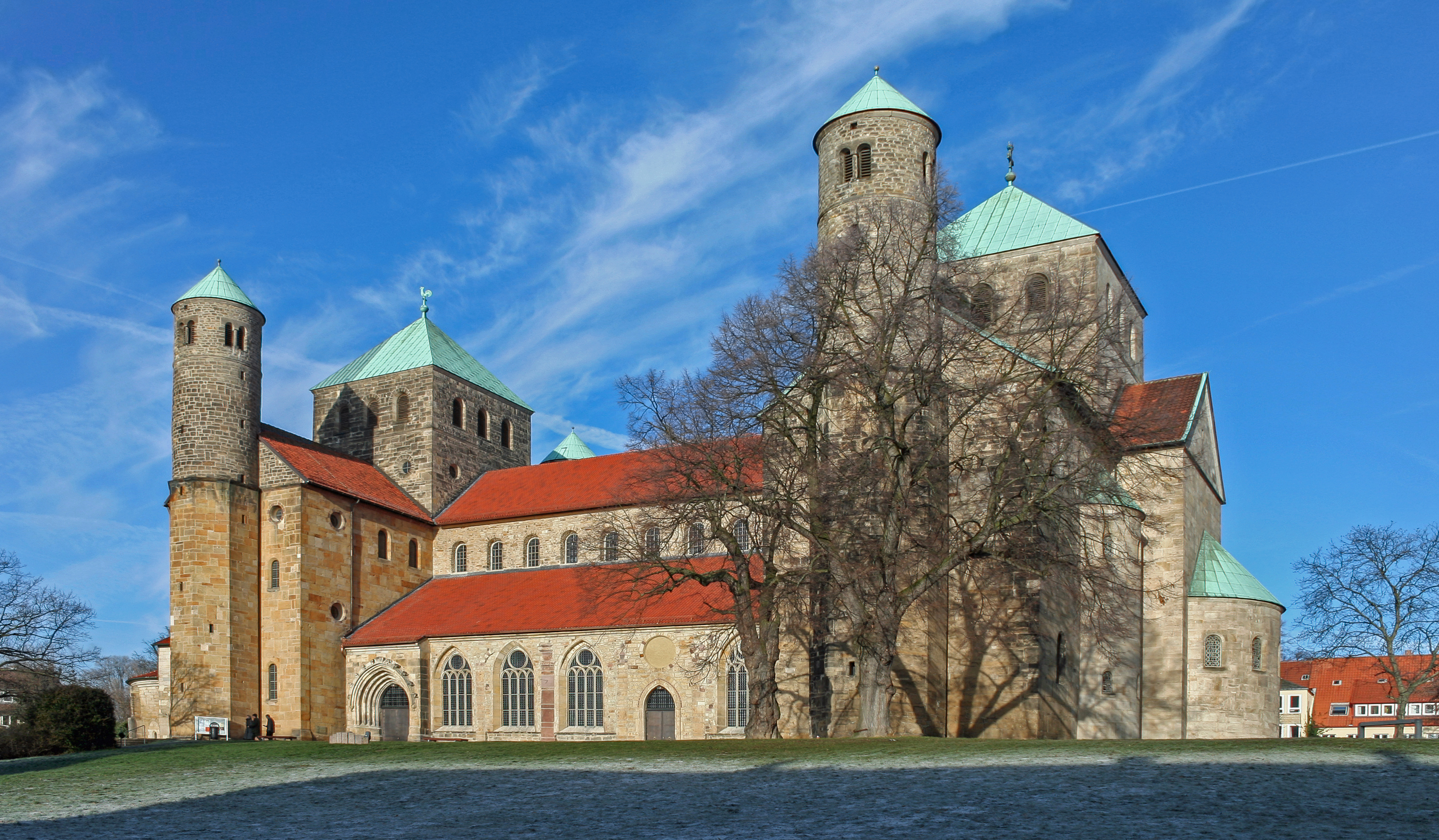
Chiesa di San Michele a Hildesheim

In Bassa Sassonia il capolavoro di questo periodo è la chiesa abbaziale di San Michele a Hildesheim, dalla pianta generata dallo schema geometrico con tre quadrati: uno centrale delle navate e due quasi gemelli alle estremità, uno con il transetto e tre absidi, uno con una profonda abside con deambulatorio poggiata sulla cripta. Anche l'alzato è calcolato su proporzioni armoniche di tipo matematico (1/1, 1/2 o 1/3) e si ha una visione come di solidi geometrici definiti dalle murature lisce e compatte che si intersecano in un gioco di vuoti e pieni. Nell'interno pilasti e colonne si alternano tra le navate ed alle estremità dei transetti si trovano i cosiddetti cori degli angeli (al piano superiore il"Matroneo degli Angeli"), con finestre che decrescono in alto secondo rapporti matematici.

## Italia

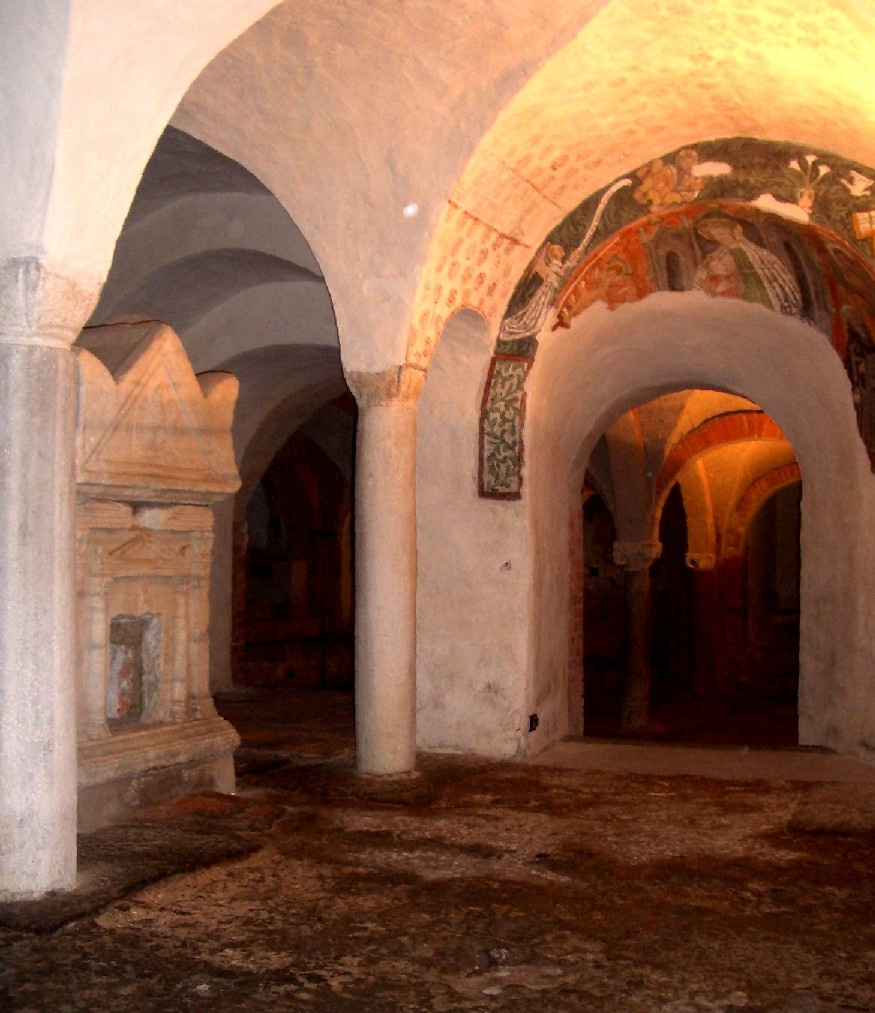
La cripta del Duomo di Ivrea

Oltre alle grandi cattedrali in Europa si assiste alla formazione di un sistema di piccole pievi di campagna, che favorirono una riorganizzazione amministrativa del territorio. Anche in Italia si ebbero molti di questi esempi, tra i quali spicca la pieve di Galliano, con battistero, ispirata al modello di San Satiro, ma più monumentale per le massicce masse murarie impiegate. 
Tra le opere più significative dell'XI secolo in Italia c'è la chiesa di Santa Maria Maggiore a Lomello (1025-1040), a tre navate con un transetto ribassato, la cui originalità risiede nei grandi archi trasversali che attraversano la navata e nella decorazione delle pareti della navata centrale: qui i pilastri proseguono in lesene fino al cleristorio, mentre gli archi che separano le navate sono appoggiati su semicolonne che sono inglobate nei pilastri stessi di lato; così i capitelli (semplici lastre marmoree orizzontali) si trovano più o meno delle prosecuzioni dei pilastri sulla parete e formano un motivo che ricorda la Croce. 
Interessanti sono anche la cripta della Cattedrale di Ivrea, unico resto dell'edificazione avvenuta tra il 969 e il 1002, con l'accostamento tipicamente ottoniano di pilastri e colonne, oppure la Basilica di Sant'Abbondio a Como, che presenta soluzioni simili. Segna un momento di passaggio l'abbazia di Pomposa, consacrata nel 1026 dall'abate Guido, amico personale di Enrico III, dove venne aggiunto un portico con sculture che sembra preannunciare l'impiego di rilievi nelle facciate romaniche. Anche la torre campanaria, del magister Deusdedit (1063), è un precoce esempio di una tipologia edilizia che si diffuse in tutta Italia: a base quadrata e in massiccia muratura, presenta una serie di archetti pensili su ciascun piano tra i quali si aprono finestre di dimensioni sempre maggiori: dalla feritoia alla grande quadrifora al nono livello.